# Speluncellidae
De Speluncellidae zijn een familie van uitgestorven kreeftachtigen uit de klasse van de Ostracoda (mosselkreeftjes).

## Soort
- Rhombocythere Anderson, 1964 †